# Ибн ал-Хайтам
Абу Али ал-Хасан Ибн ал-Хайтам (на арабски: أبو علي الحسن بن الهيثم), известен също с латинизираното име Алхазен (или Алхацен), е арабски математик, астроном и оптик.
Написва около 92 творби, от които над 55 са оцелели. Основните теми, по които той пише, са оптика, включително теория на светлината и теория на зрението, астрономия и математика, геометрия и теория на числата. Неговите експерименти са съчетани със строги математически доказателства. Той построява първата камера обскура и пинхол камера.
Оптиката започва да се развива едва след като около 1240 г. в манастирските библиотеки е направен превод на латински на книгата „Съкровището на оптиката“ от XI век на Ибн ал-Хайтам. Той описва в своята монография увеличаващото действие на сегмент сферично стъкло, което нарича „камък за четене“ и което е всъщност днешната лупа.
Описван е като „една от най-значимите и влиятелни фигури в историята на науката“. Той бил един от първите изследователи, които изпитвали теорията чрез експерименти, и не се страхувал да оспори общоприетите схващания, ако фактите не ги подкрепяли. Някои смятат Алхазен за „бащата на съвременния научен метод“.
Кратер на Луната носи неговото име.